# ティ・ドゥーソン
ティ・ドゥーソン（チベット語：ཁྲི་འདུས་སྲོང、676年 - 704年）は、古代チベットである吐蕃の王、在位年は676年 - 704年。漢文史料では器弩悉弄と表記される。
34代国王マンソン・マンツェンを父に持ち、ブロ氏族のティマルを母とする。676年、マンソン・マンツェンの崩御により僅か1歳で即位し、宰相（ロンチェン、བློན་ཆེན）ガル・ティンリンツェンジュ、実母ブロ・サ・ティマルと共にこれを補佐させた。678年、唐の中書令、李敬玄が18万の兵で青海へ侵攻してきたが、ティンリンはこれを撃退した。
699年、王は東部に割拠して国政を王と二分していたガル一族の粛清を目論み、軍を率いてガル氏の拠点を襲撃し、宰相のティンリンを自殺に追い込んだ。704年、自らがジャンに侵攻し、討死した。
| 爵位・家督                | 爵位・家督                   | 爵位・家督              |
| ------------------------- | ---------------------------- | ----------------------- |
| 先代 マンソン・マンツェン | チベットの皇帝 676年 - 704年 | 次代 ティデ・ツクツェン |